# Die Neger (Jean Genet)

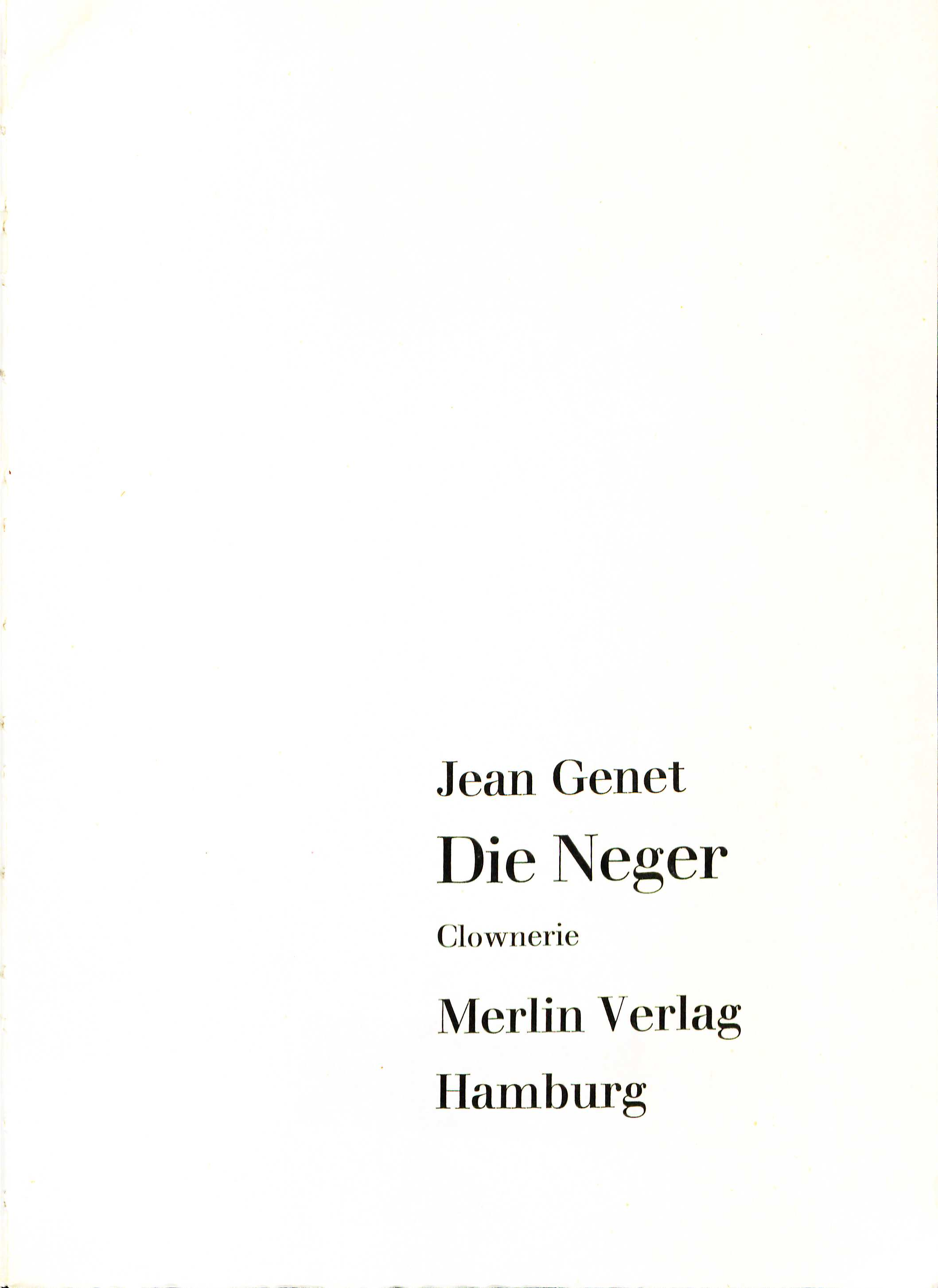
Die Neger (1965)

Die Neger (frz. Originaltitel: Les nègres) ist ein Theaterstück von Jean Genet.

## Entstehung
Genet verfasste „Die Neger“ 1957/1958 als eine Auftragsarbeit für den Regisseur Raymond Rouleau, der ein Stück für ein schwarzes Ensemble wünschte. Eine Erstausgabe wurde 1958 von Marc Barbezat publiziert, eine gemeinsame Inszenierung von Rouleau und Genet im selben Jahr scheiterte jedoch, so dass die Uraufführung erst 1959 erfolgte. Genet verfügte, das Stück solle ausschließlich mit schwarzen Darstellern aufgeführt werden. In der Vorrede des Stücks betont er, es sei „von einem Weißen und für ein weißes Publikum“ geschrieben. Im Falle einer Aufführung vor schwarzem Publikum solle mindestens ein Weißer (gleich ob männlich oder weiblich) eingeladen und als Ehrengast zu seinem Platz geleitet werden. Auch sollten weiße Masken an die Besucher verteilt werden. Genet widmete das Stück Abdallah Bentaga, seinem Geliebten seit 1955.

## Inhalt und Interpretation
Das Stück ist als Clownerie und Maskenstück in einem einzigen Akt konzipiert. Zentrales Element ist der inszenierte Lustmord eines Schwarzen an einer weißen Frau. Der Mord wird von einer Gruppe Schwarzer als Ritual vor einem Hofstaat oder Tribunal wiederholt, das erhöht über ihnen sitzt. Dabei sind Königin, Gouverneur, Richter, Missionar und der Diener allesamt maskiert, hinter den Masken aber erkennbar schwarz und kommentieren das Geschehen. Obwohl Zweifel an der Realität des Mordes bestehen, brechen die „Weißen“ schließlich zu einer Strafexpedition in den afrikanischen Dschungel auf, an deren Ende sie mit den „Schwarzen“ auf einer Ebene konfrontiert werden. Die Königin spricht von der unvergänglichen Schönheit der weißen Gesellschaft, worauf die Schwarze Felicity entgegnet, alles, was gut und liebevoll sei in der Welt, werde schwarz sein: Milch, Reis, Tauben, der Himmel und die Hoffnung. Alle Mitglieder des Tribunals treten vor und lassen sich hinrichten, bleiben jedoch als Figuren sichtbar, während die Schwarzen feiern. Die Handlung des Stücks driftet häufig ins Groteske ab und die Methode des „Spiels im Spiel“ lässt die Metaebenen verschwimmen. Während des Festes der Schwarzen tritt ein Bote auf, der von der Hinrichtung eines schwarzen Verräters berichtet. Die „Schwarzen“ durchbrechen die Vierte Wand und erklären, dass man zwar vor „denen“ (dem weißen Publikum) schauspielern könne, aber nicht unter seinesgleichen, es sei an der Zeit, Verantwortung zu übernehmen, auch für die Hinrichtung der eigenen Verräter. Die Mitglieder des Hofstaats nehmen ihre Masken ab und offenbaren sich so zuletzt als Schwarze, die das weiße Publikum getäuscht haben.
Das Verwirrspiel um Hautfarben und Masken dient der Intention Genets, der in der Vorrede unter anderem die Frage stellt, was ein Schwarzer sei und „vor allem, welche Farbe hat er“? Die Schwarzen bringen in einer spielerischen Revolution den Tod zu den Mächtigen und somit die Ordnung und Werte der Weißen ins Wanken. Sie belegen die Farbe schwarz mit positiver Symbolik, zerstören das Stereotyp des „Negers“ und befreien sich aus mentaler Abhängigkeit von ihren Befehlshabern. Die Welt der Weißen und ihre Identitäten, die sich aus ihrer Unterdrückung der Schwarzen speisen, werden dadurch aufgelöst und die Weißen gehen letztendlich lieber in den Tod, als sich einer Welt mit umgekehrten Rollen zu stellen.

## Inszenierungsgeschichte und Kontroversen
Die Uraufführung des Stücks erfolgte am 28. Oktober 1959 im Théâtre de Lucète unter der Regie von Roger Blin, der den Text gemeinsam mit Genet überarbeitet hatte. Genets Spiel mit dem Rassismus rief heftige Reaktionen hervor und entzweite die Kritiker, die teilweise einer strukturellen Analyse des Stücks auswichen. Unter anderem Jean-Jacques Gautier bewertete das Stück als karikierend, böse und beleidigend. Dennoch war das Stück ein großer Publikumserfolg, wurde 1959 mit dem „Grand Prix de la Critique“ ausgezeichnet und bis Anfang 1961 insgesamt 169 Mal auf verschiedenen Bühnen aufgeführt.
Bernard Frechtman übersetzte das Stück 1960 unter dem Titel „The Blacks“ ins Englische und ermöglichte dadurch die Inszenierung einer Off-Broadway-Produktion in New York durch Gene Frankel. Vor dem Hintergrund der anwachsenden Bürgerrechtsbewegung traf das Stück den Nerv von Publikum und Kritik. Es erhielt überwiegend sehr positive Bewertungen und wurde bis 1964 über 1.400 Mal gespielt. Norman Mailer bewertete es als eine der besten Produktionen des Jahres 1961 und urteilte, Genet übertreffe Tennessee Williams.
Anlässlich der ersten deutschen Aufführung am Staatstheater Darmstadt unter der Leitung von Samy Molcho und Gerhard F. Hering am 30. Mai 1964 kam es zu einem Rechtsstreit, da, entgegen Genets Verfügungen, bei der Inszenierung weiße Darsteller mit Blackface-Maskerade eingesetzt werden sollten. Genet urteilte, Theaterleitung und Regisseur hätten das Stück offensichtlich nicht verstanden. Er versuchte daher am Premierentag, eine einstweilige Verfügung gegen die Aufführung zur erwirken, die vom Amtsgericht Darmstadt jedoch abgelehnt wurde, da farbige Darsteller in den Aufführungsverträgen nicht festgelegt seien. Die Premiere wurde im Spiegel als „entfesseltes, magisches, großes Theater“ gelobt. In Darmstadt wirkten mit:
Die Königin: Hilde Mikulicz
Félicité: Sonja Karzau
Vertu: Barbara Hoffmann
Bobo: Maria Pichler
Neige: Renate Reger
Village: Anfried Krämer
Archibald: Heinrich Sauer
Ville de Saint-Nazaire: Max Noack
Diouf: Helmut Pick
Der Diener: Stéfan Horn
Der Missionar: Franz Kollasch
Der Richter: Aljoscha Sebald
Der Gouverneur: Werner Kreindl
Das Bühnenbild entwarf Ruodi Barth.

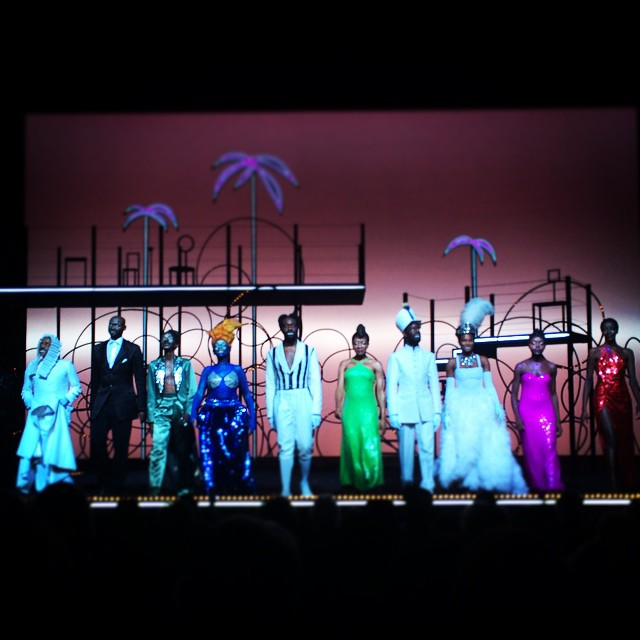
Les Nègres; Aufführung im Théâtre de l’Odéon (2014)

Diese Inszenierung erschien 1966 auch als Fernsehfilm.
1983 gestattete Genet Peter Stein eine Aufführung mit weißen Darstellern in der Berliner Schaubühne. Steins Inszenierung war ein großer kommerzieller Erfolg, wurde laut Peter Simonischek aber als „Superhochglanzinszenierung“ wahrgenommen, der „das Schwüle, Schwule“ von Genets Intention fehle.
Im Jahr 2004 wurde eine von Michaël Levinas entwickelte Opernversion des Stücks an der Opéra de Lyon, inszeniert von Stanislas Nordey und Emmanuel Clolus, unter Leitung von Dirigent Bernhard Kontarsky uraufgeführt. Dafür entwarf Levinas „geschärfte Klänge, rasche rhythmische Repetitionen, magisch tönende elektronische Klangflächen, auch burleske Spielfiguren, die der ritualisierten Clownerie einen festen Klang-Raum geben“.
Johan Simons plante im Jahr 2014 für seine Inszenierung bei den Wiener Festwochen eine Umbenennung des Stücks in „Die Weißen“ und erneut den Einsatz von Schauspielern in schwarzer Schminke. Auch eine Aufführung unter dem englischen Titel „The Blacks“ wurde erwogen. Peter Stein als Übersetzer des Stücks aus dem Französischen untersagte jedoch die Umbenennung. Die Aufführung rief im Vorfeld Proteste antirassistischer Gruppen hervor, erwartete Störungen der Aufführung blieben jedoch aus. Matthias Dell urteilte in der Zeit, „einen sinnloseren und öderen Theaterabend [könne] man sich nicht vorstellen“. Die Premiere des Stücks am Hamburger Schauspielhaus musste wegen eines Unfalls im Ensemble verschoben werden. Trotz angekündigter Protestaktionen, so das Hamburger Abendblatt, „entpuppte sich [die Aufführung] als theatrales Hochamt zelebrierter Langeweile und verpuffte als Rohrkrepierer“.

## Ausgaben
- Jean Genet: Die Neger. Clownerie. Mit 8 Fotografien der Pariser Uraufführung (Originaltitel: Les Nègres), übersetzt von Katarina Hock und Ben Poller, deutsche Erstausgabe, dtv, München 1962, DNB 451481194.
  - 2. Auflage unter Mitwirkung von Hans-Joachim Weitz. Einband und Illustrationen Ali Schindehütte und Arno Waldschmidt. Merlin, Hamburg 1965, DNB 451481208
  - 3. Auflage übersetzt von Peter Stein, Merlin, Gifkendorf 1985, ISBN 3-87536-159-8.
  - Jean Genet. Werke in Einzelbänden. Band 8: Dramen: Teil 1, übersetzt von Ulrich Zieger, Nachwort von Andreas J. Meyer, Notiz von Friedrich Flemming, Merlin, Gifkendorf 2014, ISBN 978-3-87536-278-7.